# Njivak
Njivak je naseljeno mjesto u sastavu općine Pelagićevo, Republika Srpska, BiH.

## Povijest
Njivak se do rata nalazio u sastavu općine Gradačac.

## Stanovništvo
| Njivak             |              |
| godina popisa      | 1991.        |
| Hrvati             | 379 (97,69%) |
| Srbi               | 4 (1,02%)    |
| Muslimani          | 0)           |
| Jugoslaveni        | 0            |
| ostali i nepoznato | 5 (1,29%)    |
| ukupno             | 388          |